# Metromover
Метромувер (англ. Metromover) — бесплатная автоматизированная система перевозки пассажиров в городе Майами. Состоит из 3 линий и 21 станции, некоторые из которых являются пересадочными на метро, тоже наземное. Проходит в Деловом квартале (Downtown), соединяя районы Омни и Брикелл. Открыта 17 апреля 1986 года.
В системе работают 12 вагонов серии Adtranz C-100 и 17 вагонов, купленных в июле 2010 года, серии Bombardier Innovia APM 100.

## Линии

### Downtown line
Кольцевая линия, почти по всему протяжению которой (кроме станции Майами-авеню) проходят другие линии, имеет 8 станций.

### Brickell line
Линия, идущяя на юг в район Брикелл.

### Omni line
Линия, идущяя на север в район Омни.